# Microgaster rubricollis
Microgaster rubricollis är en stekelart som beskrevs av Maximilian Spinola 1851. Microgaster rubricollis ingår i släktet Microgaster och familjen bracksteklar. Inga underarter finns listade i Catalogue of Life.